# Grosmagny
Grosmagny (deutsch früher Großmenglatt) ist eine französische Gemeinde im Département Territoire de Belfort in der Region Bourgogne-Franche-Comté.

## Geographie
Grosmagny liegt auf 470 m über dem Meer, etwa zehn Kilometer nördlich der Stadt Belfort (Luftlinie). Das Dorf erstreckt sich an einem leicht nach Süden geneigten Hang am Südfuß der Vogesen, am Rand des Beckens von Giromagny, das sich zwischen den Vogesen, den Hügeln der Forêt de Roppe und der Montagne de Salbert ausdehnt. Es liegt im Regionalen Naturpark Ballons des Vosges.
Die Fläche des 9,46 km² großen Gemeindegebiets umfasst einen Abschnitt im Bereich des Vogesenvorlandes. Der südliche Teil des Gebietes wird vom Plateau am Vogesenfuß eingenommen, das durchschnittlich auf 420 m liegt. Es ist teils von Acker- und Wiesland, teils von Wald bestanden, darunter die Forêt de la Chaume. Entwässert wird das Gebiet durch den Dorfbach Grippot und einen weiteren Bach nach Süden. Außerhalb des Gemeindebannes mündet dieses Gewässer in die Rosemontoise, welche abschnittsweise die westliche Grenze bildet. Entlang dem Grippot und seinem Seitenbach liegen zahlreiche Weiher (unter anderem der Étang Hiver und der Étang Neuf), die einst zur Fischzucht angelegt wurden.
Nach Norden erstreckt sich das Gemeindeareal über den Hang von Grosmagny bis auf die angrenzenden Höhen, die überwiegend bewaldet sind. Auf dem Kamm des Fayé wird mit 915 m die höchste Erhebung von Grosmagny erreicht. Diese Höhe gehört zu den nach Süden ausgreifenden Hügelketten des Baerenkopfes.
Nachbargemeinden von Grosmagny sind Rougegoutte im Norden, Étueffont, Petitmagny und Anjoutey im Osten, Éloie im Süden sowie Chaux im Westen.

## Geschichte
Erstmals urkundlich erwähnt wird Grosmagny im 12. Jahrhundert unter dem Namen Aggrum Masnil. Zunächst im Einflussbereich der Grafen von Montbéliard stehend, gelangte das Dorf Mitte des 14. Jahrhunderts unter die Oberhoheit der Habsburger. Es gehörte damals zur Herrschaft Rosemont. Zusammen mit dem Sundgau kam Grosmagny mit dem Westfälischen Frieden 1648 an die französische Krone. Seit 1793 gehörte es zum Département Haut-Rhin, verblieb jedoch 1871 als Teil des Territoire de Belfort im Gegensatz zum restlichen Elsass bei Frankreich. Heute ist Grosmagny mit 13 anderen Gemeinden zum Gemeindeverband Communauté de communes du Pays Sous Vosgien zusammengeschlossen.

## Sehenswürdigkeiten

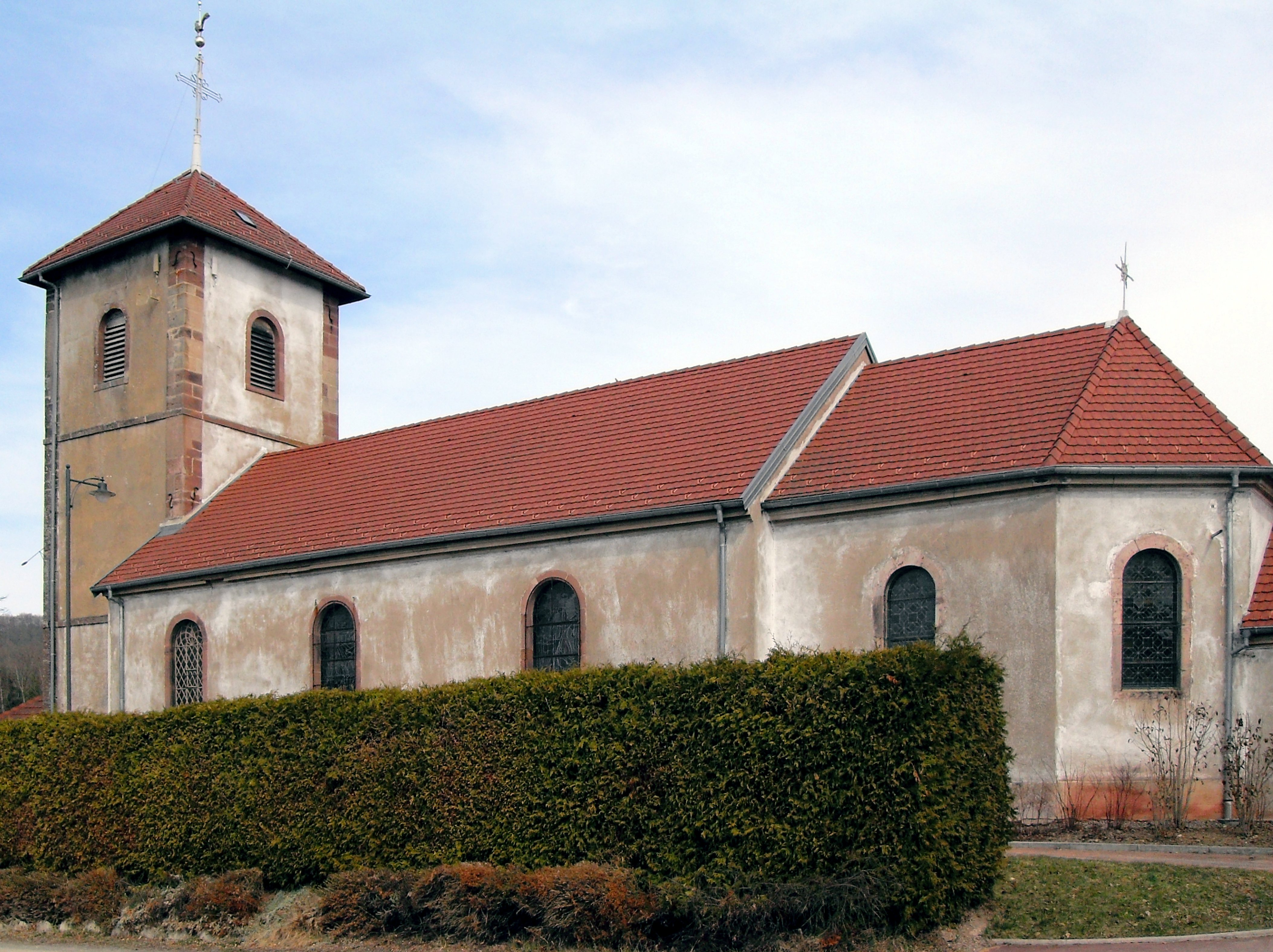
Kirche Saint-Georges

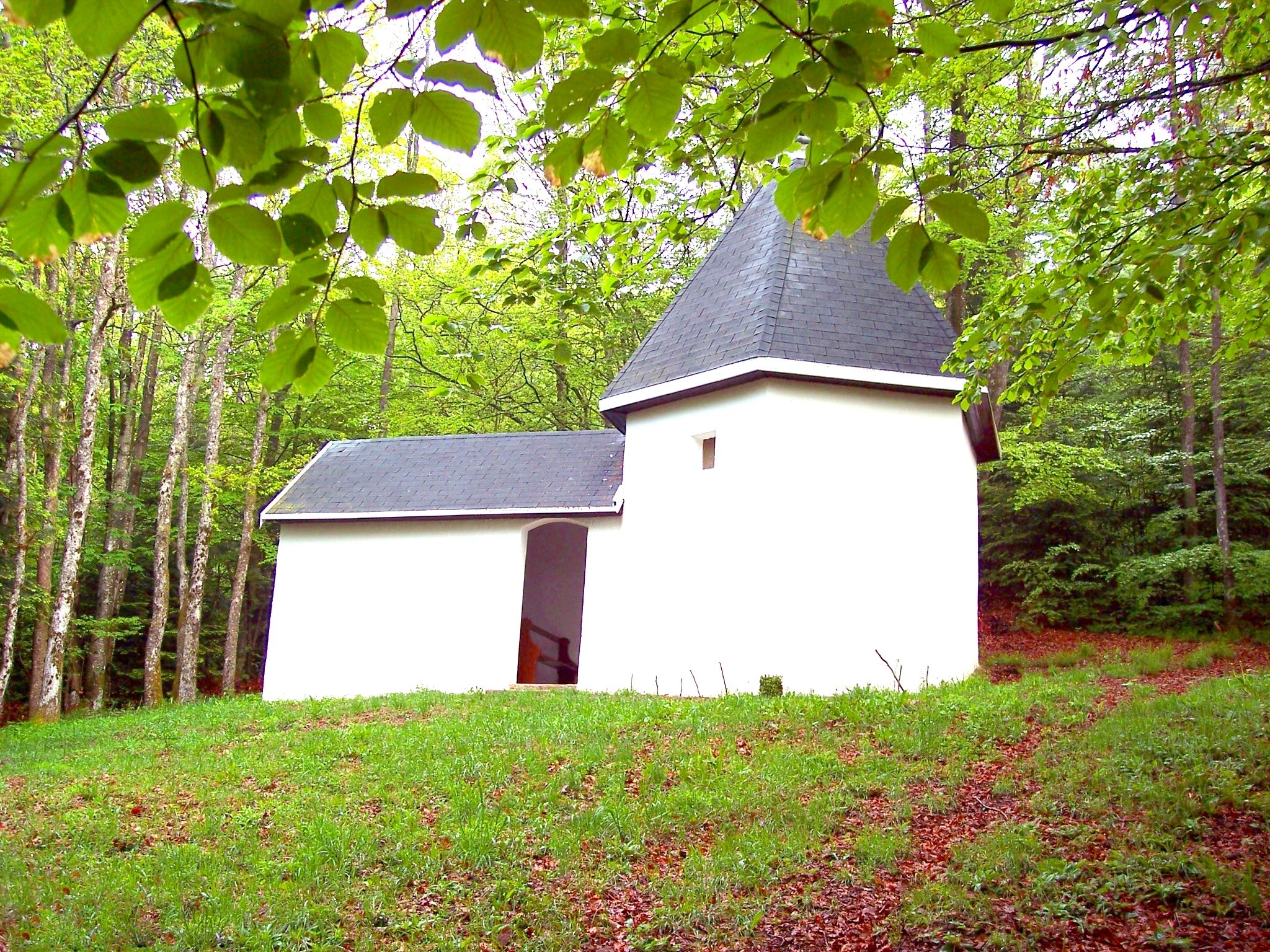
Kapelle Notre-Dame du Grippot

Die Kirche Saint-Georges wurde ab 1796 erbaut. Seither ist Grosmagny eine eigene Pfarrei (vorher gehörte es zur Pfarrei Rougegoutte). Auf halber Höhe am Hang des Fayé steht die Kapelle Notre-Dame du Grippot.

## Bevölkerung
| Jahr      | 1962 | 1968 | 1975 | 1982 | 1990 | 1999 | 2007 | 2017 |
| --------- | ---- | ---- | ---- | ---- | ---- | ---- | ---- | ---- |
| Einwohner | 273  | 270  | 337  | 357  | 464  | 483  | 521  | 524  |

Mit 551 Einwohnern (1. Januar 2022) gehört Grosmagny zu den kleinen Gemeinden des Départements Territoire de Belfort. Nachdem die Einwohnerzahl in der ersten Hälfte des 20. Jahrhunderts deutlich abgenommen hatte (1881 wurden noch 646 Personen gezählt), wurde seit Beginn der 1970er Jahre wieder ein kontinuierliches Bevölkerungswachstum verzeichnet.

## Wirtschaft und Infrastruktur
Grosmagny war bis weit ins 20. Jahrhundert hinein ein vorwiegend durch die Landwirtschaft (Ackerbau, Obstbau und Viehzucht), die Fischzucht und die Forstwirtschaft geprägtes Dorf. Daneben gibt es heute einige Betriebe des lokalen Kleingewerbes. Mittlerweile hat sich das Dorf zu einer Wohngemeinde gewandelt. Viele Erwerbstätige sind auch Wegpendler, die in den größeren Ortschaften der Umgebung und in der Agglomeration Belfort ihrer Arbeit nachgehen.
Die Ortschaft ist verkehrstechnisch gut erschlossen. Sie liegt an einer Departementsstraße, die von Giromagny entlang dem Vogesenfuß nach Étueffont führt. Der nächste Anschluss an die Autobahn A36 befindet sich in einer Entfernung von ungefähr elf Kilometern. Eine weitere Straßenverbindung besteht mit Éloie.